# Kavangoland
Kavangoland – bantustan w Afryce Południowo-Zachodniej, utworzony w 1972 roku dla ludu Kavango.
Kavangoland obejmował powierzchnię 41 701 km² i był zamieszkany przez 28 000 ludzi. Jego stolicą było Rundu.
Bantustan został zlikwidowany w maju 1989.

## Przywódcy Kavangolandu
- 1972-1977 – Linus Shashipapo
- 1977-1981 – Alfons Shashipapo
- 1981-1989 – Sebastiaan Kamwanga